# Catherine Castel (réalisatrice)
 (novembre 2022).
Si vous disposez d'ouvrages ou d'articles de référence ou si vous connaissez des sites web de qualité traitant du thème abordé ici, merci de compléter l'article en donnant les références utiles à sa vérifiabilité et en les liant à la section « Notes et références ».
Pour les articles homonymes, voir Catherine Castel et Castel.
Catherine Castel est une scénariste et réalisatrice française.

## Filmographie
- 2008 : 48 heures par jour.
- 2014 : Belle comme la femme d'un autre.